# Пальяново
Палья́ново (рос. Пальяново) — село у складі Октябрського району Ханти-Мансійського автономного округу Тюменської області, Росія. Входить до складу Каменного сільського поселення.
Населення — 399 осіб (2010, 397 у 2002).
Національний склад станом на 2002 рік: росіяни — 72 %.

## Історія
Село було засновано 1944 року, як поселення для різних категорій в'язнів. Їх селили на окремій території села, яка набула назви Зона. А 1946 року сюди та в сусідний лісопункт Лорба було доправлено заарештованих німців Закарпаття (144 особи). Також тут було оселено декілька родин калмиків, молдован та румунів. А восени 1951 року відбулася остання хвиля репресій: сюди доправили етнічних українців із Західної України, як звинуваченних у причетності до руху Організації українських націоналістів (ОУН) у кількості 1184 осіб (303 сім'ї). Їх розселили та працевлаштували на місцевих лісозаготовчих ділянках Пальяново, Лорба та Шеркали.
Умови проживання були жахливі, люди мешкали або у землянках, або у бараках. Ставлення місцевого керівництва до спецпереселенців будь-якої національності було зневажливим, як до чужинців, ворогів народу. У доповідній записці «Про трудове влаштування та житлово-побутові умови виселенців із Західної України в Урманом ЛПХ Мікоянівського району» ст. уповноваженного Мікоянівського РВ МГБ лейтенанта Лутошкіна та уповноваженного виконкому Мікоянівського РС Двоєглазова 1952 року повідомляється: «…працюють виселенці по 12–16 годин. Платню одержують не повністю, у вигляді авансів від 5–20 до 100 карбованців. Всі мешкають у спільних бараках: сімейні та одинаки, дівчата й чоловіки, хворі та здорові. Житлової площи доводиться по 1,5–2 м² на людину… Бараки до зими не підготовлені. Більшість вікон забито дошками та запхано сіном. Скрізь багнюка, павутиння, клопи, блохи, таргани…».
Наприкінці 1950-х років відбулася реабілітація репресованих. Частина людей повернулася на Батьківщину, решта залишилась у Пальяновому. Багато етнічних німців переїхало до Західної Німеччини за програмою репатріації. Ще й досі у селі можна зустріти людей старшого покоління, що розмовляють суржиком. Також у поселенні існує Німецька вулиця, на якій мешкали закарпатські німці. Та й тепер тут живе багато людей з німецькими прізвищами та іменами.

## Клімат
Клімат континентальний, зима холодна, із сильними вітрами та завірюхами, протяжністю сім місяців. Літо відносно тепле, але коротке